# Festucella
Festucella is een geslacht uit de grassenfamilie (Poaceae). De enige soort uit dit geslacht (Festucella eriopoda) komt voor in Noord- en Oost-Australië.